# Coupe de Biélorussie masculine de handball
La Coupe de Biélorussie masculine de handball est une compétition de handball à élimination directe mise en place en 1997 en Biélorussie.

## Palmarès
Le palmarès de la Coupe de Biélorussie masculine de handball est :
- 1997 - Arkatron Minsk
- 1998 - SKA Minsk
- 1999 - SKA Minsk (2)
- 2000 - SKA Minsk (3)
- 2001 - SKA Minsk (4)
- 2002 - Arkatron Minsk (2)
- 2003 - Arkatron Minsk (3)
- 2004 - HC Meshkov Brest
- 2005 - HC Meshkov Brest (2)
- 2006 - SKA Minsk (5)
- 2007 - HC Meshkov Brest (3)
- 2008 - HC Meshkov Brest (4)
- 2009 - HC Meshkov Brest (5)
- 2010 - Dinamo Minsk
- 2011 - HC Meshkov Brest (6)
- 2012 - SKA Minsk (6)
- 2013 - Dinamo Minsk (2)
- 2014 - HC Meshkov Brest (7)
- 2015 - HC Meshkov Brest (8)
- 2016 - HC Meshkov Brest (9)
- 2017 - HC Meshkov Brest (10)
- 2018 - HC Meshkov Brest (11)
- 2019 - SKA Minsk (7)
- 2020 - HC Meshkov Brest (12)
- 2021 - HC Meshkov Brest (13)[2]

## Bilan par club
| Rang | Club             | Titres | Années                                                                       |
| ---- | ---------------- | ------ | ---------------------------------------------------------------------------- |
| 1    | HC Meshkov Brest | 13     | 2004, 2005, 2007, 2008, 2009, 2011, 2014, 2015, 2016, 2017, 2018, 2020, 2021 |
| 2    | SKA Minsk        | 7      | 1998, 1999, 2000, 2001, 2006, 2012, 2019                                     |
| 3    | Arkatron Minsk   | 3      | 1997, 2002, 2003                                                             |
| 4    | Dinamo Minsk     | 2      | 2010, 2013                                                                   |